# Liolaemus balagueri
Liolaemus balagueri — вид ігуаноподібних ящірок родини Liolaemidae. Описаний у 2020 році.